# Negha longicornis
Negha longicornis är en halssländeart som först beskrevs av Willem Albarda 1891.
Negha longicornis ingår i släktet Negha och familjen reliktsländor. Inga underarter finns listade i Catalogue of Life.